# Alte Müllerburg
Die Alte Müllerburg befindet sich in der Detmolder Straße 24 in der lippischen Stadt Oerlinghausen in Nordrhein-Westfalen. Das Bauwerk ist mit der Nummer 9  als Baudenkmal in die städtische Denkmalliste eingetragen.

## Architektur und Geschichte
Das Bruchsteinbauwerk in neugotischem Stil steht am Nordhang des Teutoburger Waldes, Der bekannte Hannoveraner Architekt Christoph Hehl erbaute es 1891 im Auftrag von Bruno und Alwine Müller. Alwine war eine Tochter des Oerlinghauser Fabrikanten Carl David Weber. Das Haus besaß einen schiefergedeckten Turm, der ihm ein burgähnliches Aussehen verlieh. Der Volksmund gab ihm deshalb die Bezeichnung Müllerburg.  Die Müllerburg wurde zeitweilig von bekannten Persönlichkeiten bewohnt, wie der Frauenrechtlerin  Marianne Weber und dem Bildhauer Berthold Müller-Oerlinghausen.
Im Jahr 1937 erfolgte ein Umbau durch den Kirchenbaumeister Dominikus Böhm, bei dem der Turm entfernt wurde. Nach dem Zweiten Weltkrieg mussten die Bewohner zunächst britischen, später polnischen und norwegischen Besatzungstruppen Platz machen. 1958 veräußerten die Erben ihre Villa und den dazugehörigen Park an die Arbeiterwohlfahrt (AWO), die das Haus vorerst als Personalunterkunft für Angestellte der benachbarten Heime nutzte. 1987 erfolgte ein weiterer Umbau und es entstanden 10 separate Mietwohnungen.
1958 errichtete die AWO im Park der Villa ein Müttergenesungs- und Altenheim für Frauen, das ebenfalls den Namen Müllerburg trug. Die neue Müllerburg wurde weiter ausgebaut und dient seit 1982 unter dem Namen Seniorenzentrum Müllerburg als Altersheim für Frauen und Männer. Nach einer Renovierung 2011 bietet es aktuell Platz für 82 Personen.